# New Statesman
New Statesman és un setmanari polític i cultural britànic. Va ser fundat el 1913 per Sidney i Beatrice Webb, membres del moviment esquerrà Societat fabiana. Amb matisos sempre va tenir una línia editorial progressista de centreesquerra. És una publicació híbrida paper-en línia.
A l'inici es deia Statesman («estadista»), el 1931 després de la fusió amb el setmanari liberal va prendre el nom The Nation va dir-se New Statesman and Nation. fins a l'any 1964 quan va prendre el seu nom actual. El 1988 va fusionar amb la revista New Society i prendre la capçalera New Statesman and Society fins 1996. El 1991 va absorbir Marxism Today.
Al període 1930-1945 es va allunyar del centre per prendre posicions procomunistes. Així, el 1938 el redactor en cap Kingsley Martin va refusar publicar els despatxos sobre la Guerra Civil espanyola de George Orwell (que formen la base del seu llibre Homenatge a Catalunya). Orwell va criticar els comunistes per llur persecució dels anarquistes i el Partit Obrer d'Unificació Marxista (POUM). A la seva resposta a Orwell, Martin va justificar el seu refús així: «És un fet desgraciat, que qualsevol crítica hóstil contra l'actual règim a Rússia pot ser considerada com a propaganda contra el socialisme» Amb el Pacte Mólotov-Ribbentrop (1939), Martin va començar a distanciar-se de l'estalinisme. Després de la segona guerra mundial va quedar a l'esquerra del Partit Laborista, del qual sobretot va criticar la política exterior. Durant el regne de Martin el setmanari va atènyer una tirada de 70.000 exemplars.
John Freeman (1915-2014), un polític va succeir quan Martin va jubilar-se el 1960. Sota Paul Johnson, redactor en cap de 1965 a 1970 el diari va tenir la més gran tirada. Després del 1970 la revista va entrar en un període convuls. El zeitgeist a poc a poc es va destornar de publicacions massa partidistes o ideològiques. El 1993 va ser prop de la fallida, quan va haver de pagar els costs jurídics en perdre un procés per difamació instigat per John Major. El 1996 ja no venia més de 23.000 exemplars. Hi va hi haver diferents canvis de propietaris i de redactors en cap. El 1998, Peter Wilby va tornar a posicionar el diari al centreesquerra i el setmanari va tornar a ser profitós encara que la tirada no va gaire pujar.
L'abril de 2008 l'empresari Mike Danson va comprar el 50% de l'editorial, i la resta l'any següent. Al setembre 2008 Jason Cowley va esdevenir redactor en cap. Cowley va obtenir el 2013 el Premi Europeu de la Premsa per «haver reeixit a revifar el New Statesman i tornar-lo a ser un setmanari polític i cultural influent. Ha donat caire a la publicació, i rellevància en temes actuals que no havia pas tingut durant molts anys.»